# Borovan, Vrața
Borovan (în bulgară Борован) este un sat în comuna Borovan, regiunea Vrața,  Bulgaria. 

## Demografie
Componența etnică a satului Borovan
     Bulgari (67,1%)
     Romi (10,47%)
     Nicio identificare (22,41%)
     Altele (0,53%)
La recensământul din 2011, populația satului Borovan era de 2.262 locuitori. Din punct de vedere etnic, majoritatea locuitorilor (67,1%) erau bulgari, cu o minoritate de romi (10,47%). Pentru 22,41% din locuitori nu este cunoscută apartenența etnică.